# Suure-Jaani (Gemeinde)
Suure-Jaani (estnisch: Suure-Jaani vald) war eine Gemeinde im estnischen Kreis Viljandi mit einer Fläche von 748,8 km². Am 1. Januar 2006 hatte die Gemeinde 6222 Einwohner. Das Verwaltungszentrum der Gemeinde lag in der gleichnamigen Stadt Suure-Jaani.

## Geschichte
Die Landgemeinde wurde am 22. Oktober 2005 gebildet, als sich die Stadt Suure-Jaani und die Gemeinden Suure-Jaani, Olustvere und Vastemõisa zu einer Gemeinde zusammenschlossen. Am 21. Oktober 2017 wurde nach dem Zusammenschluss der Stadt Võhma und der Gemeinden Suure-Jaani, Kõo und Kõpu die ländliche Gemeinde Põhja-Sakala gegründet.

## Gliederung
Zur Gemeinde gehörten die Stadt Suure-Jaani sowie die Dörfer Ängi (deutsch: Enge), Aimla (deutsch: Aimel), Arjadi, Epra, Ilbaku, Ivaski, Jaska(deutsch: Jaskamois), Jälevere, Kabila, Karjasoo, Kerita, Kibaru, Kildu, Kobruvere, Kootsi, Kuhjavere, Kuiavere, Kurnuvere, Kõidama, Kärevere, Lahmuse, Lemmakõnnu, Lõhavere, Metsküla, Mudiste, Munsi, Mäeküla, Navesti (deutsch: Nawwast), Nuutre, Olustvere, Paelama, Põhjaka, Päraküla, Reegoldi (deutsch: Weibstfer), Riiassaare, Rääka, Sandra, Sürgavere (deutsch:Surgefer), Taevere (deutsch: Taifer), Tällevere, Tääksi, Ülde, Vastemõisa, Vihi, Võhmassaare, Võivaku und Võlli.

## Kultur und Sehenswürdigkeiten
Besonders sehenswert waren das kleine Museum, das dem estnischen Maler Johann Köler gewidmet ist, sowie das 1971 gegründete Heimatmuseum der Musikerfamilie Kapp. Daneben bot das Gutshaus von Lahmuse (deutsch: Lachmes) mit seinem 1838 errichteten Herrenhaus einen Einblick in die  klassizistische Architektur der Deutsch-Balten.

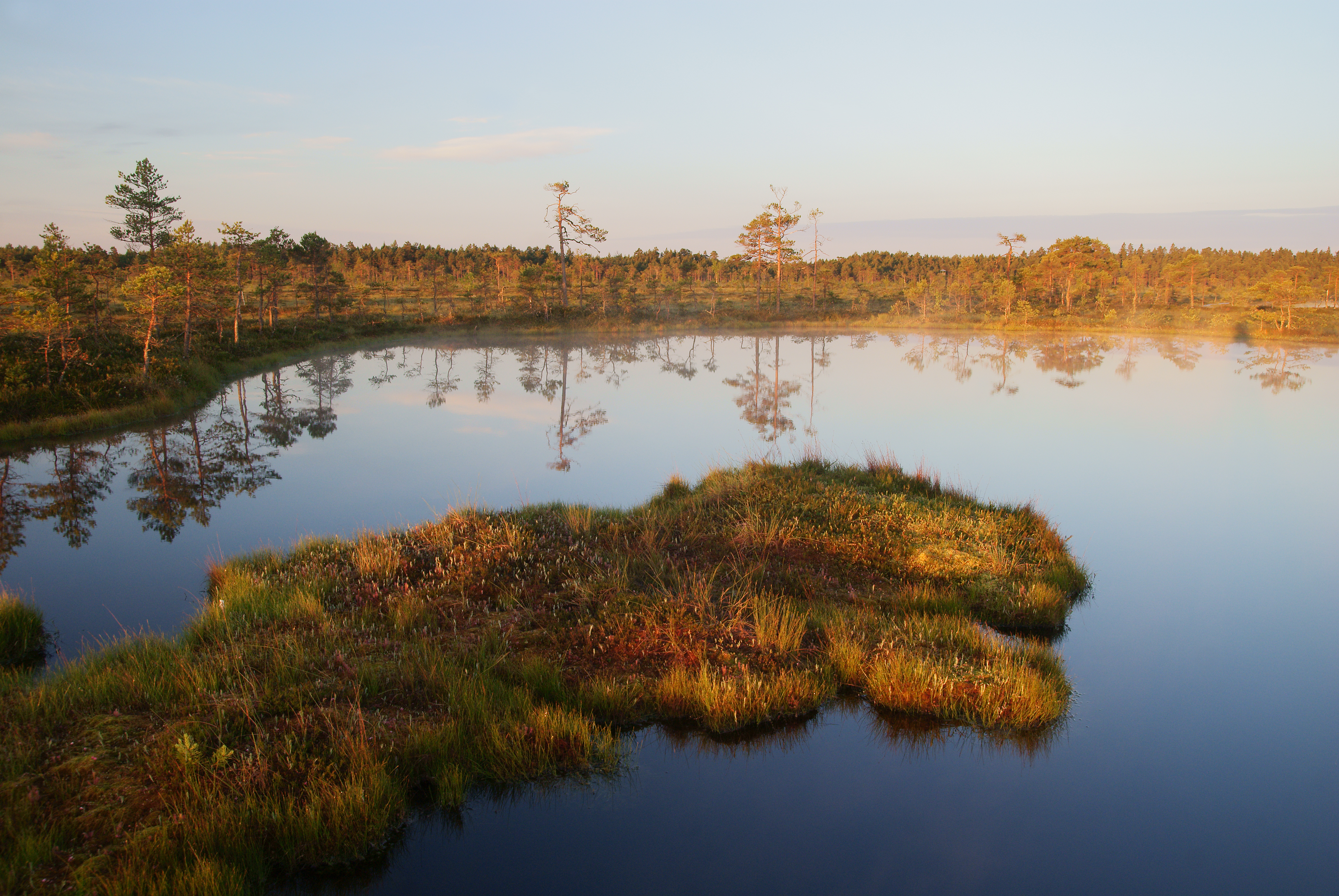
Kuresoo

## Natur

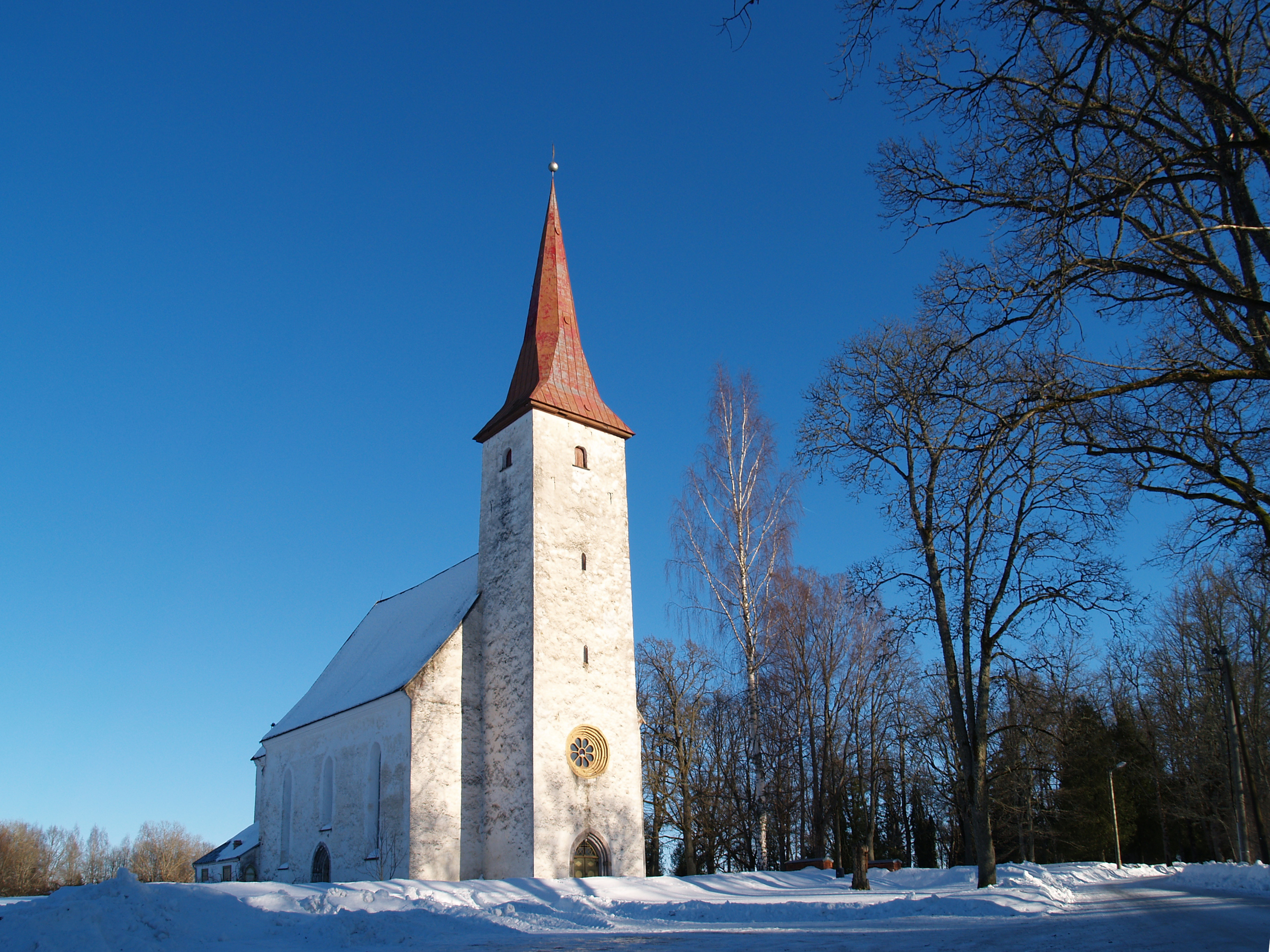
Suure-Jaani Kirche

Der westliche Teil des Gemeindegebietes wurde von riesigen Sumpfgebieten eingenommen (v. a. Kuresoo, Valgeraba, Leetva raba, Suitsna raba und Allikaraba). Diese sind ein Bestandteil des Nationalparks Soomaa.